# Vyhlídkový let balonem

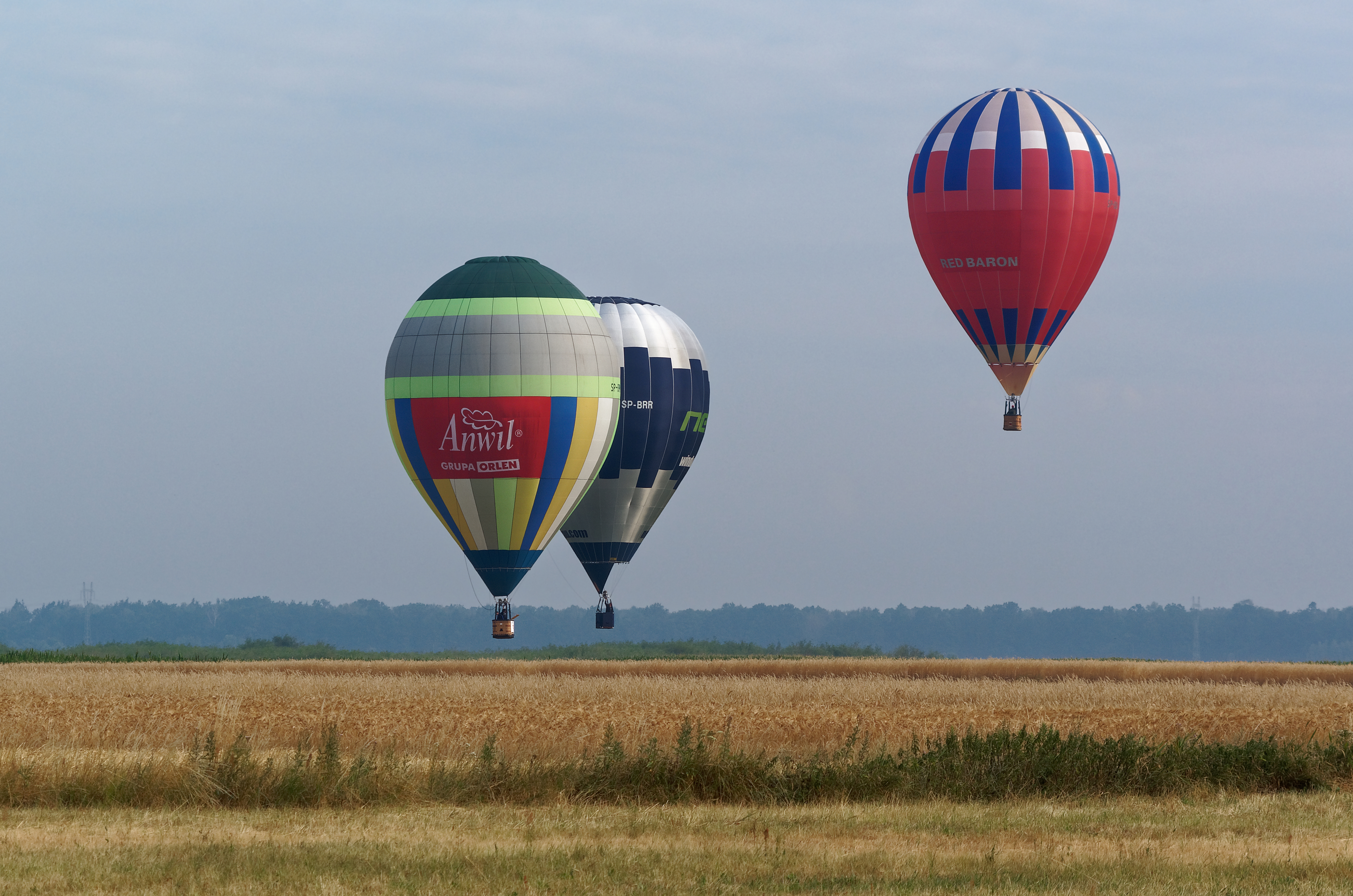
Let balonem

Vyhlídkový let balonem je druh adrenalinového zážitku, kdy pilot buď letí sám, nebo s posádkou. V koši balonu se v závislosti na velikosti konstrukce nachází zpravidla 2 – 30 lidí. Obvyklá nadmořská výška letu činí 500 – 700 m, ale i nad 1000 m. Maximální výše není stanovena, minimální výška v České republice činí 150 m, a to nad volnou krajinou. Za hodinu se v průměru nalétá 10 – 15 km. Existují i bezpilotní balony.
Balon se nestal masovým dopravním prostředkem jako letadlo. Typicky se s ním lze setkat v podobě rekreačního komerčního letu či reklamy. V souvislosti s ní se proslula firma RE/MAX, která roku 1978 umístila na horkovzdušný balon své logo se sloganem Above the Crowd. 

## Historie

### První pokusy
V knize Ku-ju-ťu je psáno, že za čínského císaře Čchenga přilétali cizinci v péřových vozech poháněných větrem. Doba se datuje na rok 1100 př. Kr. Nálezci obrazců viditelných jen z výšky poukazují na to, že létat mohli umět už staří Indiáni v Peru. Tyto obrazce zkoumal archeolog Jim Woodman, který poblíž nich našel staré bavlněné látky. Jejich stáří se odhaduje na období 900 – 700 let př. Kr.

### Bratři Montgolfierové

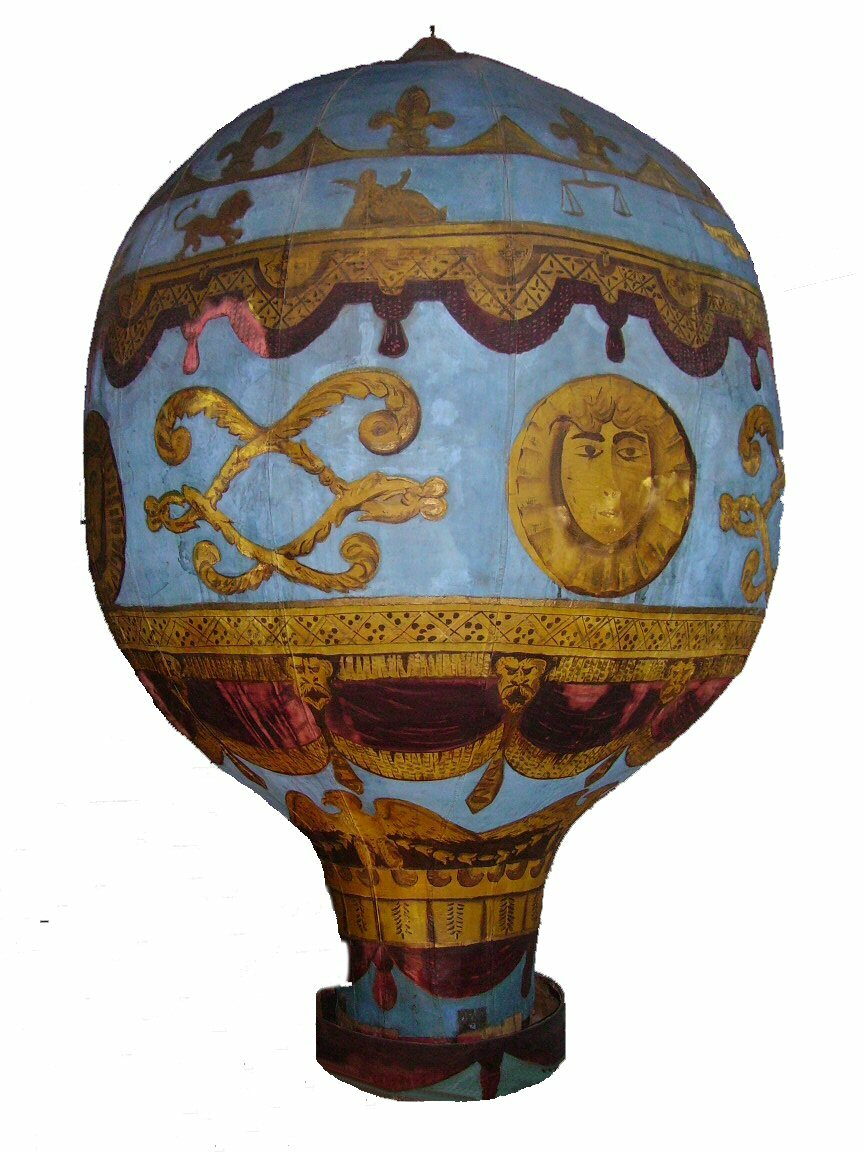
Model balonu bratrů Montgolfierových

Joseph a Étienne Montgolfierovi v dubnu 1783 uvedli horkovzdušný balon. Letěl do výšky 1000 m, vzdálenost, kterou zvládl, činila do 3 km. To zaujalo Francouzskou královskou akademii věd (dnes Francouzská akademie věd), jež bratry vyzvala, aby let balonem představili Ludvíkovi XVI. Následně na královském dvoře 19. 9. 1783 proběhl první let s živými bytostmi, kachnou, kohoutem a beranem. První let s lidskou posádkou se uskutečnil 21. 11. 1783. Balon vzlétl z nádvoří zámku La Muette nacházejícím se západně od Paříže. Osazenstvo v koši tvořily dvě osoby, a to francouzští šlechtici Pilâtre de Rozier a markýz d'Arlandes. Nejslavnější období balonu bylo ukončeno v 90. letech 19. století bratry Wrightovými, kteří položili svým prvním letadlem základy několikanásobně rychlejší letecké dopravě.

### Moderní éra
V 70. letech 20. století zažily horkovzdušné balony renesanci. V roce 1960 Ed Yost sestavil první moderní horkovzdušný balon a uskutečnil 22. října 1960 přelet nad Nebraskou. Mezi největší inovace patřilo použití propan butanu k ohřevu vzduchu a nylonu pro plášť balonu.  

### Historie v Česku
Roku 1980 vznikl Aviatik Klub. V době založení vlastnil jeden horkovzdušný balon pocházející z Anglie. Roku 1983 klub na brněnském letišti Medlánky představil první horkovzdušný balon české výroby OK-3010. Roku 1988 byl poprvé použit balon české výroby k letecké práci. S jeho pomocí byl přemístěn poslední sloup lyžařského vleku v Beskydech. První noční let českého balónu proběhl roku 1991, a to v pouštích Karakum a Kyzylkum. První přelet České republiky v balonu se uskutečnil roku 2011. Cesta trvala 10 hodin a 54 minut. Piloti Tomáš Stejskal a Pavel Měřinský společně s doprovodnou posádkou Ondřejem Benešem uletěli 403 km.

## Lety balonem v Česku

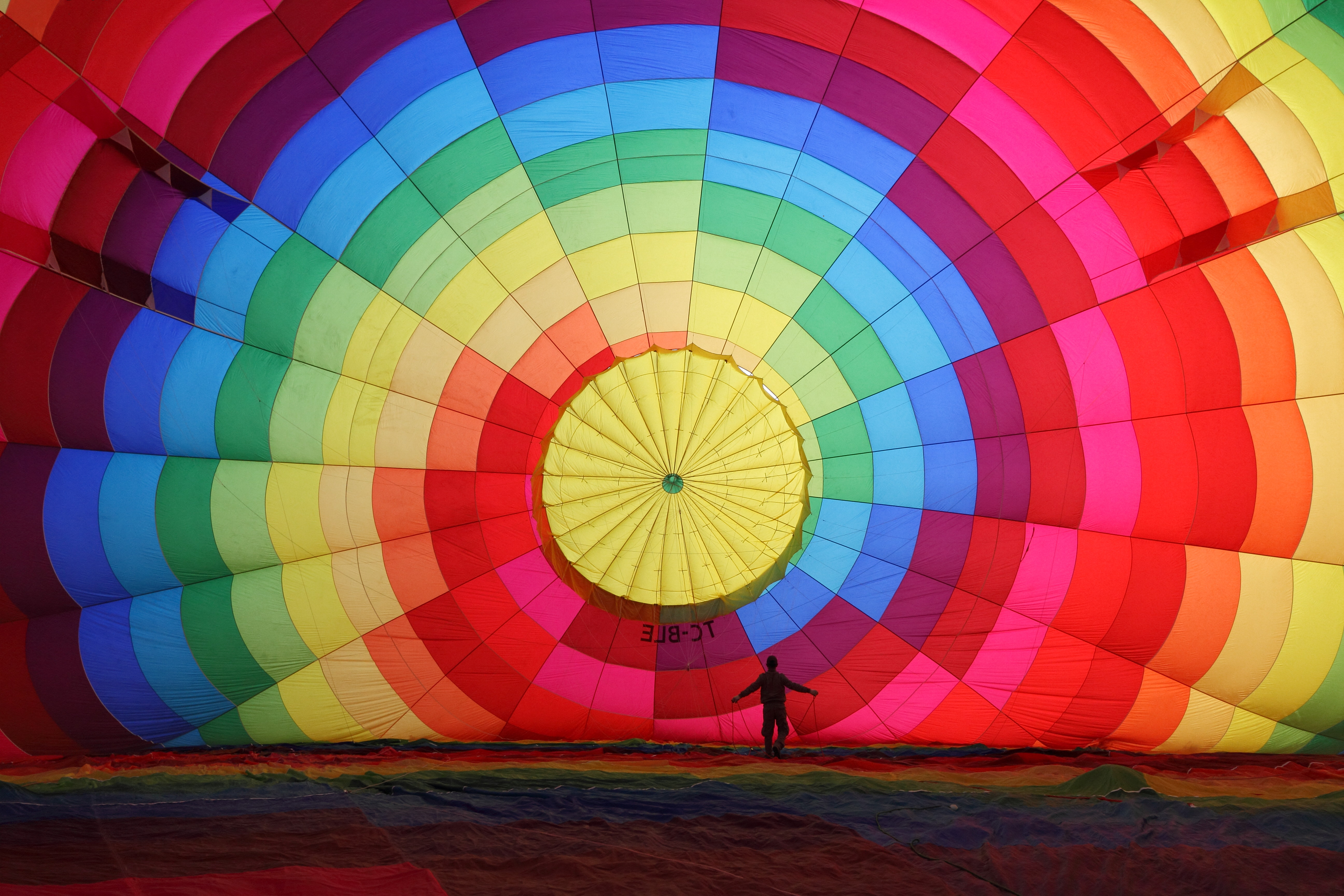
Plnění horkovzdušného balonu před startem

V České republice veškeré akce spojené s lety balonem včetně sportovního létání zastřešuje Český balónový svaz, který sdružuje piloty, posádky, provozovatele, instruktory a další osoby se zájmem o horkovzdušné balony. Rovněž se podílí na organizaci soutěží a sestavování reprezentací. Kromě podpory balonového létání je jeho úkolem rovněž popularizace tohoto typy létání u široké veřejnosti. Český balonový svaz vznikl roku 1993.
Vzhledem k tomu, že balon je dopravní prostředek lehčí než vzduch a během dne na něj působí silné termické proudy, létat balonem je možné pouze při svítání nebo západu slunce. Výjimku tvoří zimní období, kdy nevznikají vzestupné proudy, a proto je možné v zimě létat po celý den. Vždy se letí po směru větru při jeho maximální rychlosti 5 m/s.
Pro provozovatele vyhlídkových letů balonem platí přísná pravidla a nemůže se jím stát kdokoli. Nezbytné je potvrzení od Úřadu pro civilní letectví, pilot balonu je povinen vlastnit pilotní průkaz, jehož získání se sice podobá řidičskému průkazu, ale je výrazně náročnější a dražší. Odletová místa pro balon jsou v ČR rozšířená na všechny kraje. Mezi oblíbené destinace patří Karlštejn, Lipno, Telč či Pálava. Minimální letová hladina balonu je v České republice stanovena na 150 m nad volnou krajinou a 300 metrů nad zástavbou, horní výše není omezena. Při vyhlídkovém letu balonem se letová výška pohybuje od 150 do 500 metrů, ale může být i výš.

## Průběh vyhlídkového letu balonem
Vyhlídkový let balonem dle nepsaných pravidel trvá přibližně 60 minut. Kromě samotného letu zahrnuje také předstartovní přípravu, zaškolení posádky a seznámení s pilotem. Po přistání mezi tradici patří tzv. křtění vzduchoplavců a slavnostní přípitek.
Startovat je možné prakticky odkudkoli z pevné původy pod nohama. Potřeba je pouze dostatek prostoru pro rozložení balonu. Ačkoli je balon vysoký téměř jako desetipatrový panelák, přesto jsou často k vidění starty z center měst.
Protože balon může létat pouze po směru větru, mezi standardní služby patří také doprava vzduchoplavců zpět na místo startu.

## Pilot balonu
K létání balonu je nutné vlastnit pilotní licenci. Vydává ji Úřad pro civilní letectví. Pilot dále musí disponovat průkazem radiotelefonisty a osvědčením o zdravotní způsobilosti. Pilotní průkaz v případě balonu lze v ČR získat od 16. roku života. Po absolvování základního pilotního výcviku lze létat s horkovzdušným balonem do objemu 3 400 m³ nebo s plynovým balonem do objemu 1 260 m³.

### Teoretická část výcviku
Pilot balonu musí mít znalosti z devíti oblastí, přičemž stěžejní znalost stanoví meteorologie. Teoretická průprava kromě meteorologie dále zahrnuje: letecké předpisy, konstrukci balonu, teorii letu, vlastnosti plynů, radiotelegrafii, vysílačky, navigaci, lidský faktor.

### Praktická část výcviku
Je složena z 16 letových hodin, které zahrnují následující čtyři okruhy: 12° výcvik ve dvojím řízení s FI(B), 1 samostatný let pod dozorem FI(B), 10 nafouknutí a 20 vzletů a přistání, praktickou část zkoušky se zkoušejícím, který má pověření od Úřadu pro civilní letectví. 

### Pokračovací výcvik
Mohou absolvovat piloti, kteří již létají. Jedná se o zvýšení odbornosti, po němž se lze stát profesionálním pilotem. Po zvládnutí pokračovacího výcviku je pilot opravně létat s balónem komerčně, létat s balonem objemu do 6 000 m³ nebo do 10 500 m³, létat se vzducholodí.

## Rekordy v balonovém létání

### Světové rekordy
- Nejdelší let balonem uskutečnil Bertrand Piccard a Brian Jones v balonu Breitling Orbiter 3. Společně obletěli zeměkouli za 19 dní, 21 hodin a 55 minut s celkovou vzdáleností 46 759 km.
- Vijaypat Singhania 26. listopadu 2005 dosáhl s horkovzdušným balonem výšky 21 290 m.

### České rekordy
- 25. února 2017 se dvoučlenná posádka ve složení Jan Suchý a Ondřej Kostrhun pokusila o rekord v českém balonovém létání. Cílem bylo uletět více než 214,4 km, vydržet ve vzduchu déle než 7 hodin 24 minut a překonat nadmořskou výšku 1 360 m. Výsledné hodnoty činily: 550,57 uletěných km, 9 hodin 59 minut ve vzduchu, maximální výška 4 012 m. Tímto výsledkem byl rekord stanoven.